# Gammanema rapax
Gammanema rapax är en rundmaskart som först beskrevs av Ssaweljev 1912.  Gammanema rapax ingår i släktet Gammanema och familjen Choniolaimidae. Arten är reproducerande i Sverige. Inga underarter finns listade i Catalogue of Life.